# هيكاري تاكاغي
هيكاري تاكاغي (高木 ひかり) (21 مايو 1993 في ميشيما في اليابان – )؛ هي لاعبة كرة قدم كانت تلعب كمدافع. ولعبت مع منتخب اليابان لكرة القدم للسيدات.

## وصلات خارجية
- هيكاري تاكاغي على موقع الاتحاد الدولي (مؤرشف)  (الإنجليزية)
- هيكاري تاكاغي على موقع قاعدة بيانات كرة القدم.إي يو (الإنجليزية)
- هيكاري تاكاغي على موقع Soccerway.com (الإنجليزية)
- هيكاري تاكاغي على موقع عالم كرة القدم.نت (الإنجليزية)